# 주튀니지 대한민국 대사관
주튀니지 대한민국 대사관(아랍어: سفير جمهورية كوريا في تونس, 프랑스어: Ambassade de Corée du Sud en Tunisie)은 1969년 튀니지 튀니스에 개설된 대한민국 외교부 소속의 대사관이다.

## 역사
대한민국과 튀니지 양국은 1968년 5월 17일 영사 관계를 수립하고 같은 해 9월 21일 주튀니스 대한민국 총영사관을 개설하였으며, 1969년 3월 31일 대사급 외교 관계 수립과 동시에 총영사관을 대사관으로 승격하였다. 1990년 10월에는 주한 튀니지 대사관이 개설되었다. 튀니지는 조선민주주의인민공화국과 1975년 7월 16일 외교 관계를 수립하였으며, 1995년 주튀니지 조선민주주의인민공화국 대사관이 철수 된 이후 주리비아 조선민주주의인민공화국 대사관이 겸임 관할하고 있다.
튀니지는 대외적으로는 남북한에 대하여 등거리 외교 노선을 표방하나 대한민국과 튀니지 간의 경제 관계가 심화됨에 따라 대한민국과 더욱 긴밀한 관계를 유지하는 실리적 정책을 따르며, 정치, 경제, 문화 등 각 분야에서 긴밀한 우호 협력 관계를 유지해오고 있다.

## 같이 보기
- 주한 튀니지 대사관
- 대한민국의 재외공관 목록
- 튀니지 주재 외국공관 목록
- 대한민국-튀니지 관계